# Mandarbani
Mandarbani è una suddivisione dell'India, classificata come census town, di 5.497 abitanti, situata nel distretto di Bardhaman, nello stato federato del Bengala Occidentale. In base al numero di abitanti la città rientra nella classe V (da 5.000 a 9.999 persone).

## Geografia fisica
La città è situata a 23° 42' 06 N e 87° 18' 58 E.

## Società

### Evoluzione demografica
Al censimento del 2001 la popolazione di Mandarbani assommava a 5.497 persone, delle quali 3.160 maschi e 2.337 femmine. I bambini di età inferiore o uguale ai sei anni assommavano a 650, dei quali 336 maschi e 314 femmine. Infine, coloro che erano in grado di saper almeno leggere e scrivere erano 3.280, dei quali 2.225 maschi e 1.055 femmine.